# Leopoldo Valiñas Coalla
Leopoldo José Manuel Valiñas Coalla (Ciudad de México, 27 de febrero de 1955 - 14 de enero de 2022) fue un lingüista mexicano e investigador del Instituto de Investigaciones Antropológicas de la Universidad Nacional Autónoma de México, donde se especializó en el estudio de las lenguas yutoaztecas.

## Trayectoria académica
En 1974, ingresó a la Licenciatura en Antropología (con especialidad en lingüística) de la  Escuela Nacional de Antropología e Historia (ENAH). Posteriormente, continuó sus estudios de maestría en la ENAH y, más tarde, de doctorado en El Colegio de México y en la Universidad de Chicago.
En 1976, ingresó al Instituto de Investigaciones Antropológicas como ayudante de investigación de Yolanda Lastra, para trabajar en un proyecto sobre la dialectología de las lenguas nahuas. Posteriormente, concursó por una plaza de investigador en ese mismo instituto. En años recientes participó en la planeación de la Licenciatura en Antropología de la Universidad Nacional Autónoma de México. 
Desarrolló sus principales líneas de investigación en torno a la morfología y la fonología, la lingüística histórica de las lenguas yutoaztecas y la planificación lingüística de diversas lenguas indígenas de México, entre ellas: el náhuatl (variantes de occidente, costa del Pacífico, Guerrero y náhuatl clásico), el mixe de Tlahuitoltepec, el tarahumara y el zoque de Chiapas.
El 11 de febrero de 2010 accedió como miembro de número de la Academia Mexicana de la Lengua para ocupar la silla XXIII, cargo que ejerció hasta su renuncia, ocurrida el 17 de enero de 2017. Dentro de la AML, participó en la elaboración y revisión del Diccionario de mexicanismos, aparecido en 2010.

## Docente
Desde 1979 ingresó como profesor de la Escuela Nacional de Antropología e Historia. Además, impartió clase en el posgrado de Estudios Mesoamericanos de la Facultad de Filosofía y Letras, y en la Licenciatura de Antropología de la UNAM.

## Publicaciones selectas

### Artículos
- Valiñas Coalla, Leopoldo (1979). «El náhuatl en Jalisco, Colima y Michoacán». Anales de Antropología 16. doi:10.22201/iia.24486221e.1979.0.24198.
- Valiñas Coalla, Leopoldo (1990). «Los indios del norte de México». Revista de la Universidad de México. Número 477.
- Valiñas Coalla, Leopoldo (1991). «Apuntes para una dialectología del mixe». Anales de Antropología 28. doi:10.22201/iia.24486221e.1991.1.15638.

- Valiñas Coalla, Leopoldo (2002). «Reflexiones en torno a las lenguas guazapar y tarahumara coloniales». Anales de Antropología 36. doi:10.22201/iia.24486221e.2002.0.23403.

### Libros
- Valiñas Coalla, Leopoldo (2011). La unidad lingüística en torno a la diversidad. Discurso de ingreso a la Academia Mexicana de la Lengua. 10 de marzo de 2011. México: Universidad Nacional Autónoma de México. Academia Mexicana de la Lengua. ISBN 9786070224768.

- Valiñas Coalla, Leopoldo (2020). Lenguas originarias y pueblos indígenas de México. Familias y lenguas aisladas. México: Academia Mexicana de la Lengua. ISBN 978-607-98717-4-1.

### Libros en coautoría
- Lastra, Yolanda; Pascacio, Etna Teresita; Valiñas Coalla, Leopoldo (2017). Vocabulario castellano-matlatzinca de fray Andrés de Castro (1557). Vocabulario español-matlatzinca de Roberto Escalante y Marciano Hernández (circa 1973). México: Universidad Nacional Autónoma de México. ISBN 978-607-02-7557-9.

- Ramírez, Arnulfo; Farfán, José Antonio; Valiñas Coalla, Leopoldo (1992). See tosaasaanil, se tosaasaanil. Adivinanzas nahuas de ayer y hoy. México: Centro de Investigaciones y Estudios Superiores en Antropología Social. Instituto Nacional Indigenista. ISBN 9684962231.

- Rodríguez Figueroa, Andrea Berenice; Miranda Linares, Erika; Valiñas Coalla, Lepoldo, eds. (2020). El paisaje y su estructura. Morelia: Universidad Nacional Autónoma. ISBN 978-607-30-3672-6.

- Rodríguez Figueroa, Andrea; Valiñas Coalla, Leopoldo (2019). Arquitectura en el Códice Florentino y los Primeros Memoriales. Las casas: mâsêwalkalli y pilkalli. México: Universidad Nacional Autónoma de México. ISBN 9786073026055.